# Tintah
Tintah liegt im Traverse County im Bundesstaat Minnesota, USA. Das U.S. Census Bureau hat bei der Volkszählung 2020 eine Einwohnerzahl von 67 ermittelt.

## Geographie
Nach den Angaben des United States Census Bureaus hat der Ort eine Fläche von 1,9 km².
Der Ort liegt an der Minnesota State Route 9, die Minnesota State Route 55 liegt in der Nähe.

## Demographie
Zum Zeitpunkt des United States Census 2000 bewohnten Tintah 79 Personen. Die Bevölkerungsdichte betrug 40,7 Personen pro km². Es gab 45 Wohneinheiten, durchschnittlich 23,2 pro km². Die Bevölkerung Tintahs bestand zu 100,00 % aus Weißen.
Die Bewohner Tintahs verteilten sich auf 37 Haushalte, von denen in 24,3 % Kinder unter 18 Jahren lebten. 43,2 % der Haushalte stellten Verheiratete, 10,8 % hatten einen weiblichen Haushaltsvorstand ohne Ehemann und 43,2 % bildeten keine Familien. 40,5 % der Haushalte bestanden aus Einzelpersonen und in 27,0 % aller Haushalte lebte jemand im Alter von 65 Jahren oder mehr alleine. Die durchschnittliche Haushaltsgröße betrug 2,14 und die durchschnittliche Familiengröße 2,86 Personen.
Die Bevölkerung verteilte sich auf 26,6 % Minderjährige, 5,1 % 18–24-Jährige, 26,6 % 25–44-Jährige, 12,7 % 45–64-Jährige und 29,1 % im Alter von 65 Jahren oder mehr. Das Durchschnittsalter betrug 40 Jahre. Auf jeweils 100 Frauen entfielen 92,7 Männer. Bei den über 18-Jährigen entfielen auf 100 Frauen 87,1 Männer.
Das mittlere Haushaltseinkommen in Tintah betrug 15.500 US-Dollar und das mittlere Familieneinkommen erreichte die Höhe von 13.125 US-Dollar. Das Durchschnittseinkommen der Männer betrug 18.750 US-Dollar, gegenüber 0 US-Dollar bei den Frauen. Das Pro-Kopf-Einkommen belief sich auf 36,8 US-Dollar. 23,4 % der Bevölkerung und 0 % der Familien hatten ein Einkommen unterhalb der Armutsgrenze, davon waren 26,1 % der Minderjährigen und 40 % der Altersgruppe 65 Jahre und mehr betroffen.